# Llista d'asteroides/79801–79900
| Nom             | Designació provisional | Data de descobriment | Lloc de descobriment | Descobridor/s                    |
| --------------- | ---------------------- | -------------------- | -------------------- | -------------------------------- |
| 79801 -         | 1998 VJ12              | 10 de novembre, 1998 | Socorro              | LINEAR                           |
| 79802 -         | 1998 VO12              | 10 de novembre, 1998 | Socorro              | LINEAR                           |
| 79803 -         | 1998 VG14              | 10 de novembre, 1998 | Socorro              | LINEAR                           |
| 79804 -         | 1998 VY17              | 10 de novembre, 1998 | Socorro              | LINEAR                           |
| 79805 -         | 1998 VQ20              | 10 de novembre, 1998 | Socorro              | LINEAR                           |
| 79806 -         | 1998 VQ21              | 10 de novembre, 1998 | Socorro              | LINEAR                           |
| 79807 -         | 1998 VX21              | 10 de novembre, 1998 | Socorro              | LINEAR                           |
| 79808 -         | 1998 VG23              | 10 de novembre, 1998 | Socorro              | LINEAR                           |
| 79809 -         | 1998 VA29              | 10 de novembre, 1998 | Socorro              | LINEAR                           |
| 79810 -         | 1998 VL33              | 15 de novembre, 1998 | San Marcello         | M. Tombelli, A. Boattini         |
| 79811 -         | 1998 VV35              | 9 de novembre, 1998  | Xinglong             | BAO Schmidt CCD Asteroid Program |
| 79812 -         | 1998 VG37              | 10 de novembre, 1998 | Socorro              | LINEAR                           |
| 79813 -         | 1998 VJ37              | 10 de novembre, 1998 | Socorro              | LINEAR                           |
| 79814 -         | 1998 VU37              | 10 de novembre, 1998 | Socorro              | LINEAR                           |
| 79815 -         | 1998 VG38              | 10 de novembre, 1998 | Socorro              | LINEAR                           |
| 79816 -         | 1998 VY41              | 14 de novembre, 1998 | Kitt Peak            | Spacewatch                       |
| 79817 -         | 1998 VA44              | 15 de novembre, 1998 | Kitt Peak            | Spacewatch                       |
| 79818 -         | 1998 VR45              | 11 de novembre, 1998 | Anderson Mesa        | LONEOS                           |
| 79819 -         | 1998 VE46              | 15 de novembre, 1998 | Anderson Mesa        | LONEOS                           |
| 79820 -         | 1998 VH49              | 11 de novembre, 1998 | Socorro              | LINEAR                           |
| 79821 -         | 1998 VK49              | 11 de novembre, 1998 | Socorro              | LINEAR                           |
| 79822 -         | 1998 VC52              | 13 de novembre, 1998 | Socorro              | LINEAR                           |
| 79823 -         | 1998 VK54              | 14 de novembre, 1998 | Socorro              | LINEAR                           |
| 79824 -         | 1998 VT55              | 11 de novembre, 1998 | Socorro              | LINEAR                           |
| 79825 -         | 1998 WT1               | 18 de novembre, 1998 | Oizumi               | T. Kobayashi                     |
| 79826 -         | 1998 WP2               | 17 de novembre, 1998 | Pianoro              | V. Goretti                       |
| 79827 -         | 1998 WU3               | 18 de novembre, 1998 | Kushiro              | S. Ueda, H. Kaneda               |
| 79828 -         | 1998 WC5               | 21 de novembre, 1998 | Catalina             | CSS                              |
| 79829 -         | 1998 WT5               | 17 de novembre, 1998 | Dossobuono           | L. Lai                           |
| 79830 -         | 1998 WY10              | 21 de novembre, 1998 | Socorro              | LINEAR                           |
| 79831 -         | 1998 WZ10              | 21 de novembre, 1998 | Socorro              | LINEAR                           |
| 79832 -         | 1998 WB11              | 21 de novembre, 1998 | Socorro              | LINEAR                           |
| 79833 -         | 1998 WE11              | 21 de novembre, 1998 | Socorro              | LINEAR                           |
| 79834 -         | 1998 WN17              | 21 de novembre, 1998 | Socorro              | LINEAR                           |
| 79835 -         | 1998 WH19              | 21 de novembre, 1998 | Socorro              | LINEAR                           |
| 79836 -         | 1998 WX19              | 26 de novembre, 1998 | Goodricke-Pigott     | R. A. Tucker                     |
| 79837 -         | 1998 WB21              | 18 de novembre, 1998 | Socorro              | LINEAR                           |
| 79838 -         | 1998 WO27              | 18 de novembre, 1998 | Kitt Peak            | Spacewatch                       |
| 79839 -         | 1998 WX32              | 20 de novembre, 1998 | Anderson Mesa        | LONEOS                           |
| 79840 -         | 1998 WR33              | 23 de novembre, 1998 | Anderson Mesa        | LONEOS                           |
| 79841 -         | 1998 WP36              | 19 de novembre, 1998 | Kitt Peak            | Spacewatch                       |
| 79842 -         | 1998 WG42              | 19 de novembre, 1998 | Caussols             | ODAS                             |
| 79843 -         | 1998 WU42              | 16 de novembre, 1998 | Haleakala            | NEAT                             |
| 79844 -         | 1998 WF43              | 21 de novembre, 1998 | Anderson Mesa        | LONEOS                           |
| 79845 -         | 1998 XR2               | 7 de desembre, 1998  | Farra d'Isonzo       | Farra d'Isonzo                   |
| 79846 -         | 1998 XS2               | 7 de desembre, 1998  | Xinglong             | BAO Schmidt CCD Asteroid Program |
| 79847 -         | 1998 XY2               | 7 de desembre, 1998  | Sormano              | F. Manca, A. Testa               |
| 79848 -         | 1998 XO13              | 15 de desembre, 1998 | Caussols             | ODAS                             |
| 79849 -         | 1998 XJ14              | 15 de desembre, 1998 | Caussols             | ODAS                             |
| 79850 -         | 1998 XD17              | 8 de desembre, 1998  | Caussols             | ODAS                             |
| 79851 -         | 1998 XQ22              | 11 de desembre, 1998 | Kitt Peak            | Spacewatch                       |
| 79852 -         | 1998 XJ24              | 11 de desembre, 1998 | Kitt Peak            | Spacewatch                       |
| 79853 -         | 1998 XJ29              | 14 de desembre, 1998 | Socorro              | LINEAR                           |
| 79854 -         | 1998 XJ31              | 14 de desembre, 1998 | Socorro              | LINEAR                           |
| 79855 -         | 1998 XY32              | 14 de desembre, 1998 | Socorro              | LINEAR                           |
| 79856 -         | 1998 XY48              | 14 de desembre, 1998 | Socorro              | LINEAR                           |
| 79857 -         | 1998 XD53              | 14 de desembre, 1998 | Socorro              | LINEAR                           |
| 79858 -         | 1998 XN54              | 15 de desembre, 1998 | Socorro              | LINEAR                           |
| 79859 -         | 1998 XN58              | 15 de desembre, 1998 | Socorro              | LINEAR                           |
| 79860 -         | 1998 XZ83              | 15 de desembre, 1998 | Socorro              | LINEAR                           |
| 79861 -         | 1998 XX87              | 15 de desembre, 1998 | Socorro              | LINEAR                           |
| 79862 -         | 1998 XR89              | 15 de desembre, 1998 | Socorro              | LINEAR                           |
| 79863 -         | 1998 XN94              | 15 de desembre, 1998 | Socorro              | LINEAR                           |
| 79864 -         | 1998 XG96              | 11 de desembre, 1998 | Mérida               | O. A. Naranjo                    |
| 79865 -         | 1998 XX98              | 8 de desembre, 1998  | Socorro              | LINEAR                           |
| 79866 -         | 1998 YY                | 16 de desembre, 1998 | Oizumi               | T. Kobayashi                     |
| 79867 -         | 1998 YO1               | 17 de desembre, 1998 | Baton Rouge          | G. Burks, M. Collier             |
| 79868 -         | 1998 YA4               | 19 de desembre, 1998 | Oizumi               | T. Kobayashi                     |
| 79869 -         | 1998 YG5               | 18 de desembre, 1998 | Caussols             | ODAS                             |
| 79870 -         | 1998 YO6               | 21 de desembre, 1998 | Caussols             | ODAS                             |
| 79871 -         | 1998 YT7               | 24 de desembre, 1998 | Catalina             | CSS                              |
| 79872 -         | 1998 YU7               | 24 de desembre, 1998 | Prescott             | P. G. Comba                      |
| 79873 -         | 1998 YJ10              | 27 de desembre, 1998 | Prescott             | P. G. Comba                      |
| 79874 -         | 1998 YW15              | 22 de desembre, 1998 | Kitt Peak            | Spacewatch                       |
| 79875 -         | 1998 YH17              | 22 de desembre, 1998 | Kitt Peak            | Spacewatch                       |
| 79876 -         | 1998 YO17              | 22 de desembre, 1998 | Kitt Peak            | Spacewatch                       |
| 79877 -         | 1998 YP17              | 22 de desembre, 1998 | Kitt Peak            | Spacewatch                       |
| 79878 -         | 1998 YU18              | 25 de desembre, 1998 | Kitt Peak            | Spacewatch                       |
| 79879 -         | 1998 YP19              | 25 de desembre, 1998 | Kitt Peak            | Spacewatch                       |
| 79880 -         | 1998 YU20              | 25 de desembre, 1998 | Kitt Peak            | Spacewatch                       |
| 79881 -         | 1998 YQ30              | 16 de desembre, 1998 | Anderson Mesa        | LONEOS                           |
| 79882 -         | 1998 YB31              | 17 de desembre, 1998 | Anderson Mesa        | LONEOS                           |
| 79883 -         | 1999 AL3               | 8 de gener, 1999     | Socorro              | LINEAR                           |
| 79884 -         | 1999 AP6               | 14 de gener, 1999    | Socorro              | LINEAR                           |
| 79885 -         | 1999 AE10              | 14 de gener, 1999    | Višnjan Observatory  | K. Korlević                      |
| 79886 -         | 1999 AL17              | 11 de gener, 1999    | Kitt Peak            | Spacewatch                       |
| 79887 -         | 1999 AN33              | 15 de gener, 1999    | Kitt Peak            | Spacewatch                       |
| 79888 -         | 1999 AQ33              | 15 de gener, 1999    | Kitt Peak            | Spacewatch                       |
| 79889 -         | 1999 AJ35              | 8 de gener, 1999     | Mérida               | O. A. Naranjo                    |
| 79890 -         | 1999 AL38              | 14 de gener, 1999    | Socorro              | LINEAR                           |
| 79891 -         | 1999 BS1               | 17 de gener, 1999    | Višnjan Observatory  | K. Korlević                      |
| 79892 -         | 1999 BQ2               | 18 de gener, 1999    | Oizumi               | T. Kobayashi                     |
| 79893 -         | 1999 BM4               | 19 de gener, 1999    | Caussols             | ODAS                             |
| 79894 -         | 1999 BP4               | 19 de gener, 1999    | Caussols             | ODAS                             |
| 79895 -         | 1999 BF5               | 20 de gener, 1999    | Oizumi               | T. Kobayashi                     |
| 79896 Billhaley | 1999 BH5               | 20 de gener, 1999    | Kleť                 | Kleť                             |
| 79897 -         | 1999 BY5               | 21 de gener, 1999    | Višnjan Observatory  | K. Korlević                      |
| 79898 -         | 1999 BD6               | 20 de gener, 1999    | Caussols             | ODAS                             |
| 79899 -         | 1999 BF6               | 20 de gener, 1999    | Caussols             | ODAS                             |
| 79900 -         | 1999 BH8               | 21 de gener, 1999    | Monte Agliale        | S. Donati                        |